# Widukindland
Widukindland, Osnabrück-Widukindland – dzielnica miasta Osnabrück w Niemczech, w kraju związkowym Dolna Saksonia.